# Klagt, Kinder, klagt es aller Welt, BWV 244a
Klagt, Kinder, klagt es aller Welt, BWV 244a (Lamenteu-vos, nois, lamenta't món sencer) és una cantata de Johann Sebastian Bach, per al funeral de Leopold de Köthen, estrenada el 23 de març de 1729.

## Origen i context
Aquesta Trauerkantate està destinada al funeral del príncep Leopold d'Anhalt-Köthen, a qui Bach havia servit de 1717 a 1723, i amb qui mantenia una bona amistat; el text és de Picander però la música s'ha perdut. Encara que el príncep havia mort el 19 de novembre de 1728, el funeral no se celebrà fins al mes de març següent. S'interpretà en dues sessions, a la cerimònia de la nit del 23 de març i en el sermó de commemoració de l'endemà, amb Anna Magdalena, l'esposa de Bach, cantant el paper de soprano. Constava de 24 números repartits en quatre parts; els deu recitatius i els cors inicial i final de la segona part eren originals, però la major part de la resta de moviments eren paròdies d'obres anteriors. El primer i setè números són paròdia dels moviments 1 i 10 de la Trauer-Ode BWV 198, una cantata de l'any 1727 per al funeral de Christiane Eberhardine de Saxònia; la resta de moviments ho són de la Passió segons Sant Mateu (BWV 244): el número 3 (del 6 de la Passió), 5 (8), 10 (39), 12 (49), 15 (57), 17 (23), 19 (20), 20 (65), 22 (13) i 24 (68). Aquesta situació ha permès proposar reconstruccions de l'obra.

## Discografia seleccionada
- J.S. Bach: Trauer-Muic. Music to Mourn Prince Leopold. Andrew Parrott, Taverner Consort and Players, Emily Evera, Clare Wilkinson, Charles Daniels, Tom Meglioranza. (Avie), 2011.